# RAF Benson

i7
i11
i13
Die Royal Air Force Station Benson (ICAO-Code: EGUB), kurz RAF Benson, ist ein Militärflugplatz der britischen Royal Air Force am südöstlichen Ortsrand von Benson in der Grafschaft Oxfordshire, England. Neben RAF Odiham ist Benson eine von zwei Haupteinsatzbasen der „Unterstützungshubschrauber“ der sogenannten Support Helicopter Force. Die Basis ist Typstützpunkt der Puma-Transporthubschrauber der RAF.

## Geschichte
Im Zuge der Hochrüstung im Vorfeld des Zweiten Weltkrieges wurde 1937 mit dem Bau des Flugplatzes begonnen, der im Frühjahr 1939 eröffnet wurde. Die Station wurde zunächst Heimat zweier Staffeln leichter Bomber vom Typ Fairey Battle.
Neben den Bombern, seit Dezember 1940 mittelschweren des Typs Vickers Wellington, wurde Benson Heimat von Fotoaufklärer-Versionen der Supermarine Spitfire und später auch solchen der de Havilland DH.98 Mosquito. Während die Wellington-Staffeln dem Bomber Command unterstanden, gehörten die Aufklärer zum Coastal Command.
Aufklärer aus Benson fotografierten zum Beispiel die zerstörten deutschen Talsperren nach der Operation Chastise.
Nach dem Krieg behielt RAF Benson zunächst seine Rolle als Heimatbasis von Aufklärern. Die Station unterstand ab 1953 dem Transport Command, das dort zwischen 1961 und 1970 bis zu zwei Staffeln Armstrong Whitworth Argosys stationierte. Zusätzlich war Benson ab 1946 Heimat der sogenannten „Kings“ bzw. „Queens Flight“, die 1995 nach RAF Northolt verlegte, sowie verschiedener nichtfliegender Einheiten inklusive eines Gruppen-Hauptquartiers.
In den 1970er und 1980er Jahren war Benson Heimat einer Andover-Staffel und 1992 verlegte mit der 60. Squadron erstmals einen Transporthubschrauberverband nach Benson; diese Staffel flog damals die Westland Wessex HC.2 und wurde 1997 als Wessex-Einheit aufgelöst.
Die ersten Puma HC.1 trafen 1997 in Benson ein und daneben waren seit 2001 auch AgustaWestland AW101/Merlin HC.3 hier stationiert. Erstere standen zunächst lediglich im Dienst der 33. Squadron und 2009 kam die 230. Squadron hinzu. Die Pumas wurden bis 2015 auf den HC.2 Standard modernisiert.
Die Merlins wurden von der 28. und seit 2007 auch von der 78. Squadron betrieben. Die Merlins, neben den HC.3 seit 2007 auch einige der Version HC.3A, wurden offiziell zum 1. Oktober 2014 an die Royal Navy abgegeben. Hierzu wurde die 78. Squadron am gleichen Tag deaktiviert, die 28. folgte im Juli 2015. An ihre Stelle traten die 846. und die 845. Naval Air Squadron. Beide verlegten 2015 auf die RNAS Yeovilton.
Die 28. Squadron wurde unmittelbar im Anschluss als RAF Helikopter-Umschuleinheit neu aufgestellt. Neben den Pumas sind dazu seit Ende Oktober 2015 auch einige Boeing-Vertol Chinook HC.4 in Benson stationiert. Im Zuge der Außerdienststellung der 1563. Flight wurde die 230. Staffel, eine „Tiger“-Staffel, 2023 nach Brunei verlegt.

## Heutige Nutzung
RAF Benson beherbergt heute (2023) folgende Hubschrauberstaffeln der Royal Air Force:
- 22. Squadron Test- und Evaluierungstaffel, auch des Army Air Corps’, für Apache, Chinook, Puma und Wildcat (seit 2020)[2]
- 28. Squadron Helikopterumschuleinheit für Puma- und Chinook (seit 2015)
- 33. Squadron Puma-Einsatzstaffel (seit 1997)

Neben den Hubschrauber-Staffeln ist Benson Stationierungsort von Polizei- und Rettungshubschrauber des Typs Eurocopter EC 135.

## Zwischenfälle
- Am 19. August 1952 flog eine Vickers Valetta C.1 der Royal Air Force (Luftfahrzeugkennzeichen VX559) nach einem Nachtstart von der Luftwaffenbasis RAF Benson drei Kilometer nördlich davon in den Boden und fing Feuer. Alle 3 Besatzungsmitglieder wurden getötet.[3][4]

- Am 4. Juni 1970 sprang eine Armstrong Whitworth Argosy C.1 der britischen Royal Air Force (XP441) während eines Trainingsflugs auf dem Militärflugplatz RAF Benson bei der Landung mit nur drei laufenden Motoren wieder hoch. Der Ausbildungskapitän gab Gas, aber da die Geschwindigkeit unter der minimalen Geschwindigkeit für asymmetrischen Schub Vmca lag, drehte sich das Flugzeug nach links und schlug in der Nähe des Kontrollturms auf dem Boden auf. Die Maschine wurde irreparabel beschädigt. Alle vier Besatzungsmitglieder überlebten den Unfall.[5]

## Sonstiges

### Chalgrove Airfield
Nur wenige Kilometer nördlich befand sich früher eine weitere RAF Station, RAF Chalgrove. Der Flugplatz wurde 1943 für die United States Army Air Forces (USAAF) eröffnet.
Nach dem Krieg verleaste der britische Staat den fortan als Chalgrove Airfield an die Firma Martin-Baker, die hier jahrzehntelang ihre Schleudersitze erprobte.
Im September 2016 gab das britische Verteidigungsministerium bekannt, den Flugplatz Chalgrove aufzugeben. Hier soll Wohnraum entstehen, er soll hierzu an die Homes and Communities Agency abgegeben werden.